# 浦安市斎場
浦安市斎場（うらやすしさいじょう）は、千葉県浦安市千鳥にある市営の火葬場。式場も併設している。

## 所在地
〒279-0032 千葉県浦安市千鳥15-3

## 料金
火葬料及び主な施設の利用料金は以下の通り。
|          | 市民     | 市民外   |
| -------- | -------- | -------- |
| 16歳以上 | 10,000円 | 70,000円 |
| 16歳未満 | 6,000円  | 42,000円 |

|                   | 市民    | 市民外   |
| ----------------- | ------- | -------- |
| 火葬待合室（1室） | 1,000円 | 5,200円  |
| 葬儀式場（1回）   | 5,200円 | 26,100円 |
| 霊安室（1回）     | 5,200円 | 10,400円 |

## 施設
各施設とその数は以下の通り。
- 火葬炉 4基
- 火葬待合室 3室：洋室
- 炉前ホール 2室
- 収骨室 2室
- 葬儀式場 3式場（50席：2式場 100席：1式場）
- 式場控室 3室
- 控室 3室
- 霊安室 遺体保管庫4基
- 駐車場 普通車100台 マイクロバス6台駐車可能

## 利用時間
各施設の利用時間は以下の通り。
- 火葬場 午前9時 - 午後5時の、火葬開始時刻から火葬終了時刻まで
- 式場 午後3時 - 翌日の午後2時
- 控室 午後4時 - 翌日の午後2時
- 霊安室 使用の許可を受けた時刻 - 通夜、告別式または火葬開始時刻まで

## 休館日
火葬場・控室、式場 1月1日 - 3日、友引の日
- ただし、式場は12月31日と、友引の前日も休館。

霊安室 1月1日 - 3日のみ休館

## アクセス

### 自動車
東京方面：首都高速湾岸線葛西出入口から約15分
千葉方面：首都高速湾岸線浦安出入口から約15分

### 電車
JR京葉線舞浜駅からバスで約15分 タクシーで約10分